# 366 Vincentina
366 Vincentina este un asteroid din centura principală, descoperit pe 21 martie 1893, de Auguste Charlois.